# Manuela Pascual Ruiz
Manuela Pascual Ruiz (Alcoi, l'Alcoià, 26 de desembre de 1961) és una sindicalista valenciana que fou Secretaria General del Tèxtil, Pell, Indústries Químiques i afins de CCOO de l'Alcoià-Comtat (1997-2000). Després va ocupar la Secretaria General del mateix sector de les Comarques Centrals (2003-2021), al mateix temps que s'integrava a les executives de CCOO del sector del País Valencià i Estatal, com a responsable del sector Tèxtil-Confecció.
Va representar a CCOO a la negociació del Conveni Tèxtil-Confecció Estatal (1997-2008), que afectava en aquells moments a 400.000 persones i ha treballat en la regularització de treballadors del sector del Joguet a Ibi i Onil, legalització del treball d'immigrants, reconeixement de la relació laboral de treballadores de la llar. També ha participat en la preparació de tres vagues generals.